# Mac 10
Mac 10 — песня американского рэпера Trippie Redd при участии Lil Baby и Lil Duke. Она была выпущена как второй сингл с альбома Trippie Redd ! 24 июля 2019. Песня была спродюсирована Wheezy и Bobby Raps.

## История
Впервые Trippie Redd исполнил песню в марте 2019. Название сингла отсылает к пистолету-пулемёту MAC-10. В интервью Зейну Лоу, Redd сказал:
|       | Baby was sleep on the couch and Duke was up with me, we were just smoking and vibing then Wheezy came in the studio, I asked him for a beat. I did the chorus, Duke got on it then I woke Baby's ass up told him to record his shit… He took damn near 30 minutes but he woke up out his sleep and got that out the way. |  | Baby спал на диване, а Duke был со мной, мы просто курили и болтали, а потом Wheezy пришёл в студию, я попросил его сделать бит. Я сделал припев, Duke взялся за трек, затем я разбудил Baby, сказал ему записать его дерьмо ... Он просыпался около 30 минут, но он сделал это. |  |
| [ 4 ] | |  | |  |

## Чарты
| Чарт (2019)                           | Высшая позиция |
| ------------------------------------- | -------------- |
| Канада (Billboard Canadian Hot 100)   | 93             |
| Новая Зеландия (RMNZ)                 | 30             |
| США (Billboard Hot 100)               | 64             |
| США (Billboard Hot R&B/Hip-Hop Songs) | 24             |